# Paul Ritter (Schauspieler)
Paul Ritter (* 20. Dezember 1966 als Simon Paul Adams in Gravesend, Grafschaft Kent, England; † 5. April 2021 in Faversham, Grafschaft Kent, England) war ein britischer Theater- und Filmschauspieler.

## Leben
Simon Paul Adams wurde 1966 im südenglischen Gravesend als fünftes Kind des Werkzeugmachers Ken Adams und der Schulsekretärin Joan Adams (gebürtige Mooney) geboren. Er hatte vier ältere Schwestern. Er besuchte die Gravesend Grammar School und später das St John’s College, Cambridge.
Nach seinem Abschluss ging er für ein Jahr ans Deutsche Schauspielhaus in Hamburg. Nach seiner Rückkehr nach Großbritannien nahm er den Bühnennamen Paul Ritter an, da bei der Künstlergewerkschaft Equity bereits ein anderer Simon Adams registriert war.
Er begann seine Karriere Anfang der 1990er Jahre mit kleineren Auftritten in Fernsehproduktionen. Später folgten Rollen in Filmen wie Der Sohn von Rambow, Hannibal Rising – Wie alles begann, James Bond 007: Ein Quantum Trost, Nowhere Boy, Harry Potter und der Halbblutprinz und Der Adler der neunten Legion. Sein Schaffen für Film und Fernsehen umfasst mehr als 70 Produktionen.
Ritter trat an Theatern in London, Stratford-upon-Avon und auch in New York auf. Seit 1996 war er in mehreren Inszenierungen der Royal Shakespeare Company zu sehen.
Populär wurde er insbesondere in der Rolle des Martin Goodman in der Comedyserie Friday Night Dinner (2011–2020). In der Miniserie Chernobyl stellte er 2019 Anatoli Djatlow, den stellvertretenden Chefingenieur des Kernkraftwerks Tschernobyl, dar. Eine seiner letzten Rollen übernahm Ritter 2020 in der Fernsehserie Die skandalösen Affären der Christine Keeler als Keelers Anwalt Jeremy Hutchinson.
Er lebte in Faversham. Aus seiner 1996 geschlossenen Ehe mit Polly Radcliffe gingen zwei Söhne hervor. Ritter starb im April 2021 im Alter von 54 Jahren in seiner Heimatstadt im Kreise seiner Familie  an den Folgen eines Hirntumors.

## Filmografie
- 1992, 1996: The Bill (Fernsehserie, zwei Episoden)
- 1994: Seaforth (Miniserie, eine Episode)
- 1996: National Achievement Day (Kurzfilm)
- 1998: Out of Hours (Miniserie, eine Episode)
- 1998: Big Cat (Fernsehfilm)
- 1999: G:MT – Greenwich Mean Time
- 2000: Die neun Leben des Tomas Katz (The Nine Lives of Tomas Katz)
- 2000: Esther Kahn
- 2002: Fields of Gold (Fernsehfilm)
- 2003: Georgian Underworld (Fernsehserie, eine Episode)
- 2004: The Libertine
- 2005: On a Clear Day
- 2005: G8 auf Wolke Sieben (The Girl in the Café, Fernsehfilm)
- 2006: Nostradamus (Fernsehfilm)
- 2006: Viva Blackpool (Fernsehfilm)
- 2007: Der Sohn von Rambow (Son of Rambow)
- 2007: Waking the Dead – Im Auftrag der Toten (Waking the Dead, Fernsehserie, zwei Episoden)
- 2007: Hannibal Rising – Wie alles begann (Hannibal Rising)
- 2007: Instinct (Fernsehfilm)
- 2007: City Lights (Fernsehserie, vier Episoden)
- 2008: Love You More (Kurzfilm)
- 2008: He Kills Coppers (Fernsehfilm)
- 2008: Der Andere (The Other Man)
- 2008: James Bond 007: Ein Quantum Trost (Quantum of Solace)
- 2009: Pulling (Fernsehserie, eine Episode)
- 2009: Harry Potter und der Halbblutprinz (Harry Potter and the Half-Blood Prince)
- 2009: Nowhere Boy
- 2010: Money (Miniserie, zwei Episoden)
- 2011: Lark Rise to Candleford (Fernsehserie, eine Episode)
- 2011: Der Adler der neunten Legion (The Eagle)
- 2011: The Night Watch (Fernsehfilm)
- 2011: Hidden (Miniserie, zwei Episoden)
- 2011: Land Girls (Fernsehserie, fünf Episoden)
- 2011: Without You (Miniserie, eine Episode)
- 2011: Große Erwartungen (Great Expectations, Miniserie, zwei Episoden)
- 2011–2013: Vera – Ein ganz spezieller Fall (Vera, Fernsehserie, 12 Episoden)
- 2011–2020: Friday Night Dinner (Fernsehserie, 37 Episoden)
- 2012: Inspector Barnaby (Midsomer Murders, Fernsehserie, eine Episode)
- 2012: Dirk Gently (Fernsehserie, eine Episode)
- 2012: The Hollow Crown (Miniserie, zwei Episoden)
- 2012: Comedy Showcase (Fernsehserie, eine Episode)
- 2012: National Theatre Live: The Curious Incident of the Dog in the Night-Time (Fernsehfilm)
- 2012: Eliminate: Archie Cookson
- 2013: Complicit (Fernsehfilm)
- 2013: Wodehouse in Exile (Fernsehfilm)
- 2013: National Theatre London: The Audience
- 2014: The Bletchley Circle (Fernsehserie, zwei Episoden)
- 2014: Tommy Cooper: Not Like That, Like This (Fernsehfilm)
- 2014: Chasing Shadows (Miniserie, eine Episode)
- 2014: Plebs (Fernsehserie, eine Episode)
- 2014: Suite française – Melodie der Liebe (Suite française)
- 2014: The Game (Miniserie, sechs Episoden)
- 2014: Mapp & Lucia (Miniserie, drei Episoden)
- 2015: Wölfe (Miniserie, zwei Episoden)
- 2015: Top Coppers (Fernsehserie, eine Episode)
- 2015: The Last Kingdom (Fernsehserie, eine Episode)
- 2015: We’re Doomed! The Dad’s Army Story (Fernsehfilm)
- 2015–2018: No Offence (Fernsehserie, 21 Episoden)
- 2016: Houdini & Doyle (Houdini and Doyle, Miniserie, eine Episode)
- 2016: Neil Gaiman’s Likely Stories (Miniserie, vier Episoden)
- 2016: The Limehouse Golem
- 2016: Ihre beste Stunde – Drehbuch einer Heldin (Their Finest)
- 2016: Inferno
- 2016: NW (Fernsehfilm)
- 2017: Urban Myths (Fernsehserie, eine Episode)
- 2017: Philip K. Dick’s Electric Dreams (Fernsehserie, eine Episode)
- 2017–2020: Cold Feet (Fernsehserie, sechs Episoden)
- 2018: Lovesick (Fernsehserie, eine Episode)
- 2018: Hang Ups (Fernsehserie, vier Episoden)
- 2019: Resistance (Miniserie, fünf Episoden)
- 2019: Chernobyl (Miniserie, vier Episoden)
- 2019: The Capture (Miniserie, drei Episoden)
- 2019: Catherine the Great (Miniserie, eine Episode)
- 2019: Rebellion (Miniserie, eine Episode)
- 2020: Die skandalösen Affären der Christine Keeler (The Trial of Christine Keeler, Miniserie, eine Episode)
- 2020: Belgravia – Zeit des Schicksals (Belgravia, Miniserie, sechs Episoden)
- 2021: Die Täuschung (Operation Mincemeat)

## Theatrografie (Auswahl)
- 1996: Troilus and Cressida (Royal Shakespeare Theatre; Barbican Theatre, London)
- 1996–1997: Three Hours After Marriage (Swan Theatre, Stratford-upon-Avon; Pit, London)
- 1996–1997: The White Devil (Swan Theatre, Stratford-upon-Avon; Pit, London)
- 2002: The Coast of Utopia (Olivier Theatre, London)
- 2003: Accidental Death of an Anarchist (Donmar Warehouse, London)
- 2005: Macbeth (Almeida Theatre, London)
- 2005: Coram Boy (Olivier Theatre, London)
- 2009: The Norman Conquests Trilogy (Circle in the Square Theatre, New York)
- 2012–2017: The Curious Incident of the Dog in the Night-Time (Cottesloe Theatre, London; Apollo Theatre, London, Gielgud Theatre, London)
- 2013: The Audience (Gielgud Theatre, London)

## Nominierungen
- 2006: Nominierung für Olivier Award für Coram Boy (Beste Nebenrolle)[9]
- 2009: Nominierung für Tony Award für The Norman Conquest[10]